# Henri-Eugène Brochet
Pour les articles homonymes, voir Brochet (homonymie).
Henri-Eugène Brochet, né à Paris le 24 mai 1898 et mort à Auxerre le 7 décembre 1952, est un peintre et auteur dramatique français. 

## Biographie
Élève de Victor Dupont, il expose au Salon d'automne, au Salon des indépendants et à la Société nationale des beaux-arts et se spécialise dans les scènes et sujets religieux. Ses toiles Gilles de Portugal et Saint Eustache sont remarquées. 
Par ailleurs, comédien, rédacteur de revue, dramaturge et directeur de troupe, il représente le théâtre catholique des années 1920 à 1950 et en 1930 fonde la revue Jeux, tréteaux et personnages qui publie régulièrement des pièces de théâtre. Il a aussi crée la troupe de théâtre amateur Les Compagnons de jeux. On lui doit plus de 150 saynètes.
Le fonds Henri Brochet est conservé aux Archives d'Auxerre.
Il est le père de François Brochet. Il est inhumé avec son fils au cimetière Dunant d'Auxerre.